# Pro Patria et Libertate Sezione Calcio 1967-1968
Questa voce raccoglie le informazioni riguardanti la Pro Patria et Libertate Sezione Calcio nelle competizioni ufficiali della stagione 1967-1968.

## Stagione
Nella stagione 1967-1968 la Pro Patria disputa il girone A del campionato di Serie C, con 41 punti ottiene il quinto posto in classifica, il torneo è stato vinto dal Como con 57 punti, la squadra lariana ritorna in Serie B, retrocedono in Serie D la Mestrina, il Bolzano ed il Pavia.
Il presidente Enrico Candiani conferma l'allenatore Carlo Regalia, dal mercato i nuovi arrivi a Busto Arsizio sono l'ala Giorgio Gambazza dal Casale ed il centravanti di manovra saronnese Silvano Galli dal Piacenza. In campionato la squadra bustocca parte forte, dopo sei giornate è prima in classifica, ma dietro l'angolo c'è il primo dispiacere che arriva ad Alessandria (2-1), poi la strada dei biancoblù prosegue nel torneo tra alti e bassi, pur giocando un discreto calcio, ma nel girone A vi sono squadre meglio attrezzate, così la Pro Patria chiude il torneo con un onorevole quinto posto. Con 20 reti realizzate in 27 partite Camillo Baffi vince la classifica dei marcatori del girone A, in doppia cifra anche Giorgio Gambazza e Angelo Oliva autori di 10 reti a testa, di fatto con 56 reti la Pro Patria risulta la squadra con il miglior attacco di tutto il campionato, subendo però 40 reti, il Como promosso con 16 punti in più della Pro Patria, ne ha realizzate 52 e subite solo 17.

## Rosa
| N. |                   | Ruolo | Calciatore              |
| -- | ----------------- | ----- | ----------------------- |
|    | Italia (bandiera) | C     | Sergio Aspesi           |
|    | Italia (bandiera) | C     | Ennio Asti              |
|    | Italia (bandiera) | A     | Camillo Baffi           |
|    | Italia (bandiera) | D     | Giampiero Biada         |
|    | Italia (bandiera) | C     | Gianfrancesco Blondelli |
|    | Italia (bandiera) | C     | Adriano Casero          |
|    | Italia (bandiera) | P     | Romano Cazzaniga        |
|    | Italia (bandiera) | A     | Carlo Ceccotti          |
|    | Italia (bandiera) | P     | Paolo Chilemi           |
|    | Italia (bandiera) | D     | Pasquale Croci          |
|    | Italia (bandiera) | C     | Mario Ferraguti         |
|    | Italia (bandiera) | A     | Silvano Galli           |

| N. |                      | Ruolo | Calciatore           |
| -- | -------------------- | ----- | -------------------- |
|    | Italia (bandiera)    | C     | Giorgio Gambazza     |
|    | Italia (bandiera)    | C     | Ferrante Isacchi     |
|    | Italia (bandiera)    | C     | Pasquale Lombardi    |
|    | Italia (bandiera)    | D     | Mario Manera         |
|    | Argentina (bandiera) | A     | Luigi Moroni         |
|    | Italia (bandiera)    | A     | Angelo Oliva         |
|    | Italia (bandiera)    | C     | Gian Luigi Rimoldi   |
|    | Italia (bandiera)    | C     | Angelo Sala          |
|    | Italia (bandiera)    | C     | Michele Solbiati     |
|    | Italia (bandiera)    | D     | Angelo Parini        |
|    | Italia (bandiera)    | D     | Giuseppe Taglioretti |
|    | Italia (bandiera)    | C     | Pietro Tumiati       |

## Risultati

### Serie C

#### Girone di andata
| Arbitro: | Casarin (Mestre) |

|                        |           |  |
| Gambazza 10’ Baffi 88’ | Marcatori |  |

| Arbitro: | Longi (Livorno) |

|                            |           |                     |
| Galtarossa 5’ Simonato 51’ | Marcatori | 13’ Oliva 78’ Baffi |

| Arbitro: | Cimma (Biella) |

|                     |           |  |
| Osterman 15’ (aut.) | Marcatori |  |

| Piacenza 8 ottobre 1967 4ª giornata | Piacenza         | 0 – 0 | Pro Patria | Barriera Genova\| Arbitro: \| Gastaldi (Pavia) \| |
| Arbitro:                            | Gastaldi (Pavia) |       |            |                                                   |

| Arbitro: | Reggiani (Bologna) |

|           |           |                    |
| Benin 32’ | Marcatori | 2’ Baffi 22’ Galli |

| Arbitro: | Ferrari (Rovereto) |

|                                 |           |             |
| Oliva 6’ Baffi 32’ Gambazza 82’ | Marcatori | 64’ Pantani |

| Arbitro: | Ghetti (Modena) |

|                        |           |                  |
| Oldani 43’ Recagni 91’ | Marcatori | 73’ (rig.) Baffi |

| Arbitro: | Campanini (Finale Emilia) |

|              |           |           |
| Gambazza 62’ | Marcatori | 14’ Canto |

| Arbitro: | Sgherri (Grosseto) |

|                          |           |                     |
| Vannini 27’ Jacobini 34’ | Marcatori | 82’ (rig.) Gambazza |

| Arbitro: | Panzino (Catanzaro) |

|           |           |  |
| Oliva 73’ | Marcatori |  |

| Arbitro: | Pfiffner (Torino) |

|  |           |                    |
|  | Marcatori | 8’ Galli 10’ Baffi |

| Arbitro: | Monforte (Palermo) |

|           |           |               |
| Galli 79’ | Marcatori | 61’ Ciclitira |

| Arbitro: | Calì (Roma) |

|              |           |          |
| Cugnolio 56’ | Marcatori | 53’ Asti |

| Arbitro: | Pontini (Ferrara) |

|                                    |           |  |
| Gambazza 52’ (rig.), 85’ Oliva 79’ | Marcatori |  |

| Arbitro: | Canova (Milano) |

|            |           |                     |
| Regali 64’ | Marcatori | 28’ (rig.) Gambazza |

| Arbitro: | Marchiori (Padova) |

|  |           |             |
|  | Marcatori | 34’ Perotti |

| Arbitro: | Bianchi (Firenze) |

|           |           |  |
| Longo 66’ | Marcatori |  |

| Arbitro: | Campanini (Finale Emilia) |

|  |           |           |
|  | Marcatori | 85’ Rizzi |

| Trieste 28 gennaio 1968 19ª giornata | Triestina        | 0 – 0 | Pro Patria | Stadio Giuseppe Grezar\| Arbitro: \| D'Amico (Loreto) \| |
| Arbitro:                             | D'Amico (Loreto) |       |            |                                                          |

#### Girone di ritorno
| Arbitro: | Zacchetti (Milano) |

|             |           |  |
| Savoldi 23’ | Marcatori |  |

| Arbitro: | Trilli (Matera) |

|                         |           |  |
| Oliva 2’ Baffi 52’, 57’ | Marcatori |  |

| Arbitro: | De Marco (Torre del Greco) |

|                           |           |  |
| Furino 50’ Fazzi 69’, 85’ | Marcatori |  |

| Arbitro: | Gialluisi (Barletta) |

|  |           |                            |
|  | Marcatori | 17’ Corbellini 57’ Pestrin |

| Arbitro: | D'Amico (Loreto) |

|                               |           |          |
| Ceccotti 19’ Baffi 33’ (rig.) | Marcatori | 13’ Mayr |

| Arbitro: | Crista (Livorno) |

|                                |           |                                    |
| Pantani 33’ (rig.) Bettini 82’ | Marcatori | 24’ Gambazza 53’ Oliva 63’ Tumiati |

| Arbitro: | Leita (Catania) |

|                               |           |  |
| Baffi 46’, 57’, 72’ Galli 76’ | Marcatori |  |

| Arbitro: | Boccia (Bari) |

|  |           |           |
|  | Marcatori | 58’ Baffi |

| Arbitro: | Ciacci (Firenze) |

|                            |           |  |
| Baffi 70’ (rig.) Galli 82’ | Marcatori |  |

| Arbitro: | Pontini (Ferrara) |

|                           |           |  |
| Mantellato 1’ Bagnoli 85’ | Marcatori |  |

| Arbitro: | Tabanelli (Ravenna) |

|          |           |                    |
| Galli 2’ | Marcatori | 42’ (rig.) Marella |

| Arbitro: | Bellandi (Lucca) |

|                                          |           |                            |
| Taglioretti 14’ (aut.) Parini 53’ (aut.) | Marcatori | 60’ Ferraguti 80’ Gambazza |

| Arbitro: | Longi (Livorno) |

|                                                                 |           |                                                |
| Gambazza 10’ Oliva 15’, 78’ Rimoldi 62’ Ferraguti 76’ Baffi 90’ | Marcatori | 16’ (rig.), 43’ (rig.) Invernizzi 20’ Cugnolio |

| Arbitro: | Monteverde (Macerata) |

|            |           |  |
| Lamera 50’ | Marcatori |  |

| Arbitro: | Ciulli (Roma) |

|                                                         |           |             |
| Baffi 3’, 30’ (rig.) Manera 50’ Ferraguti 73’ Oliva 83’ | Marcatori | 63’ Ponzoni |

| Arbitro: | Ghirardello (Merano) |

|                              |           |                  |
| Sironi 14’ Comini 56’ (rig.) | Marcatori | 15’ (rig.) Baffi |

| Arbitro: | Gastaldi (Pavia) |

|  |           |                         |
|  | Marcatori | 41’ Crespi 50’ Morganti |

| Arbitro: | Ciacci (Firenze) |

|                       |           |           |
| Budicin 66’ Rizzi 90’ | Marcatori | 57’ Baffi |

| Arbitro: | Ferro (Finale Ligure) |

|                               |           |  |
| Oliva 3’ Croci 39’ Manera 47’ | Marcatori |  |